# AJ・フェンター
アルバータス・ヨハネス・フェンター（Albertus Johannes Venter、1973年7月29日 - ）は、南アフリカ共和国出身のラグビー選手。通称AJフェンター。ポジションは主にフランカーであるが、ロックやエイトでもプレイする。
南アフリカ代表（スプリングボクス）のメンバーとして活躍した。
代表デビュー戦は、2000年11月26日 カーディフで行われた、対ウェールズ戦。
Super14のシャークスに所属。